# Geriatriezentrum Am Wienerwald

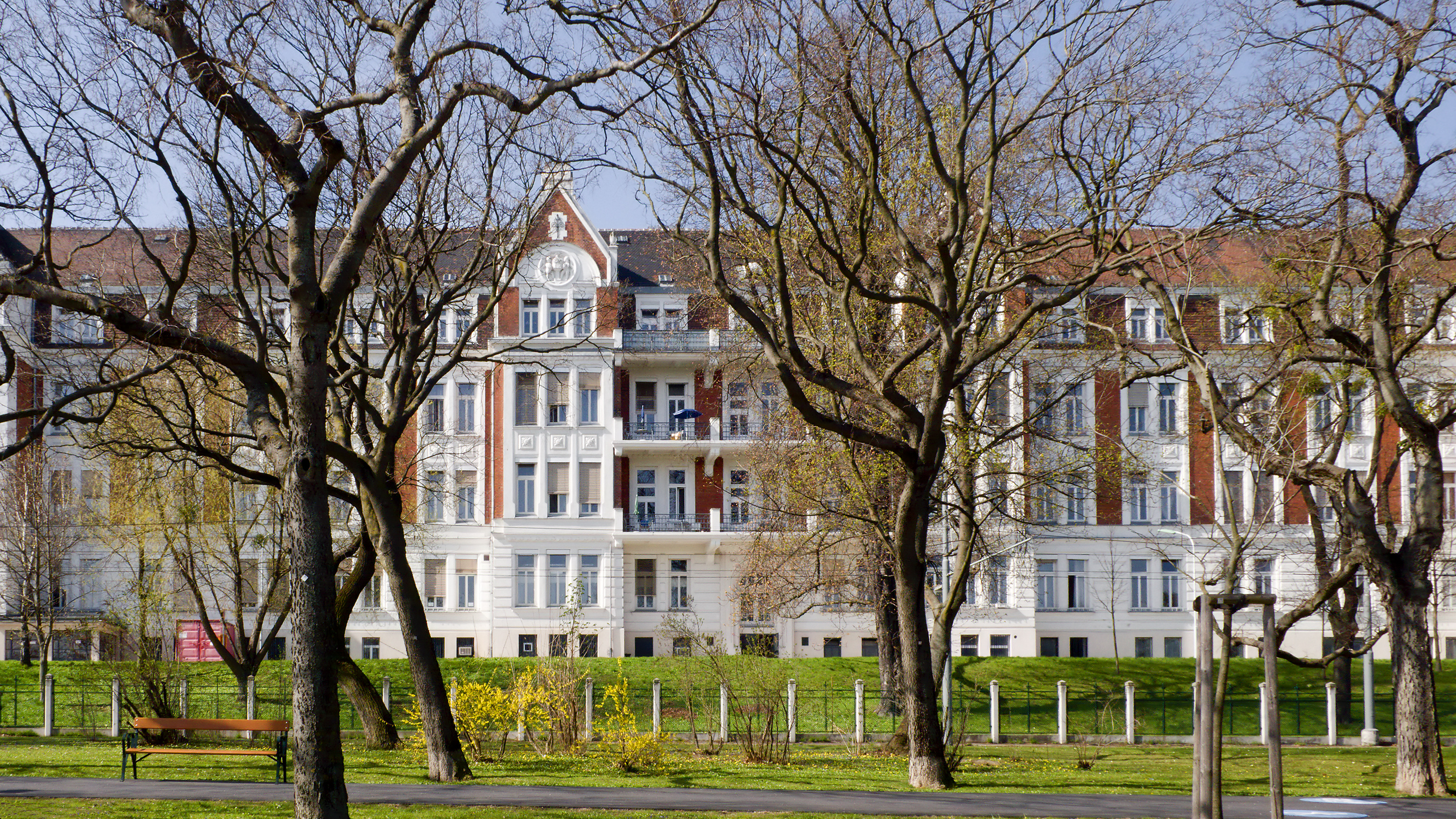
Ein Pavillon im Geriatriezentrum

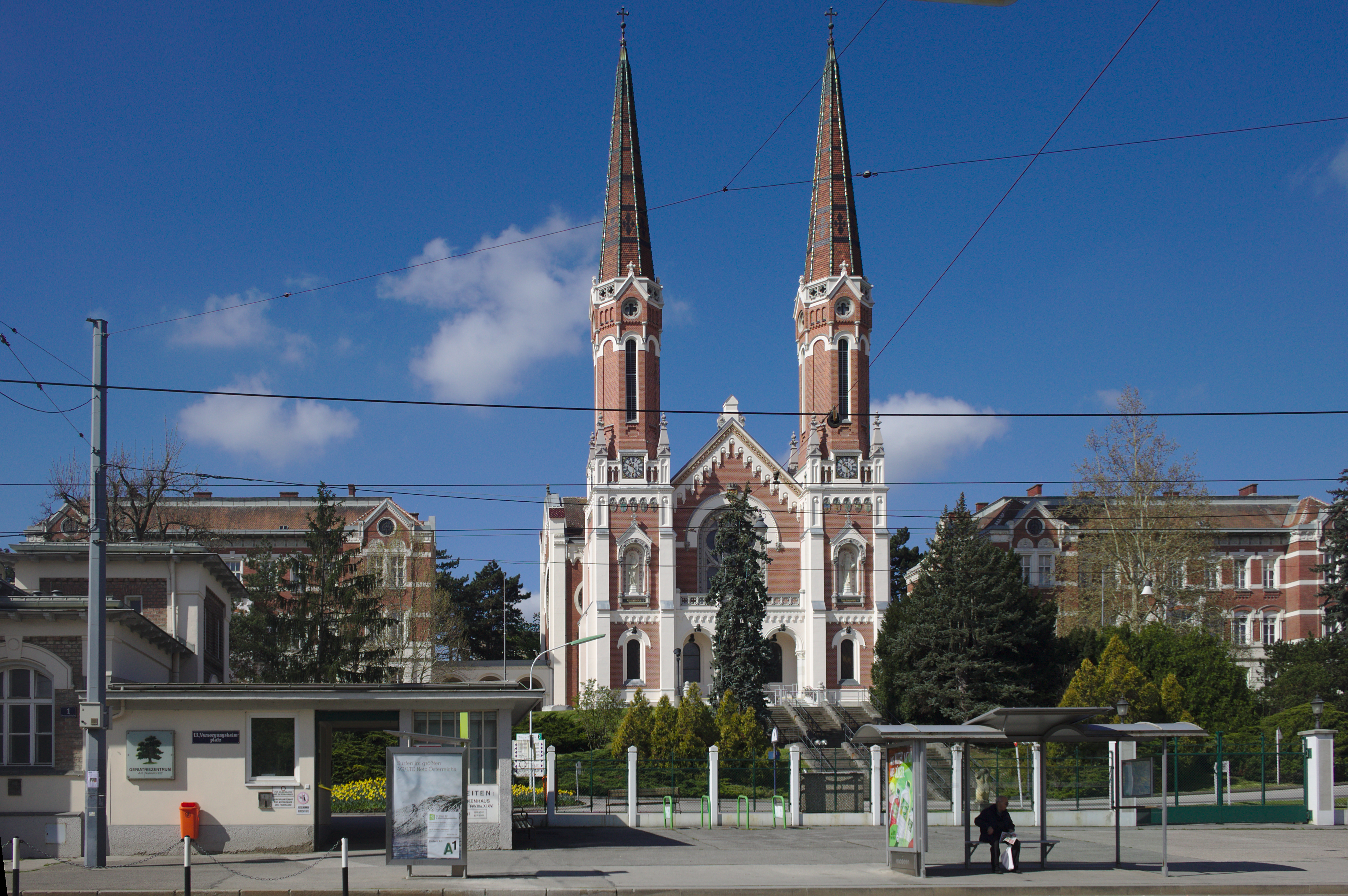
Die Versorgungsheimkirche im Geriatriezentrum

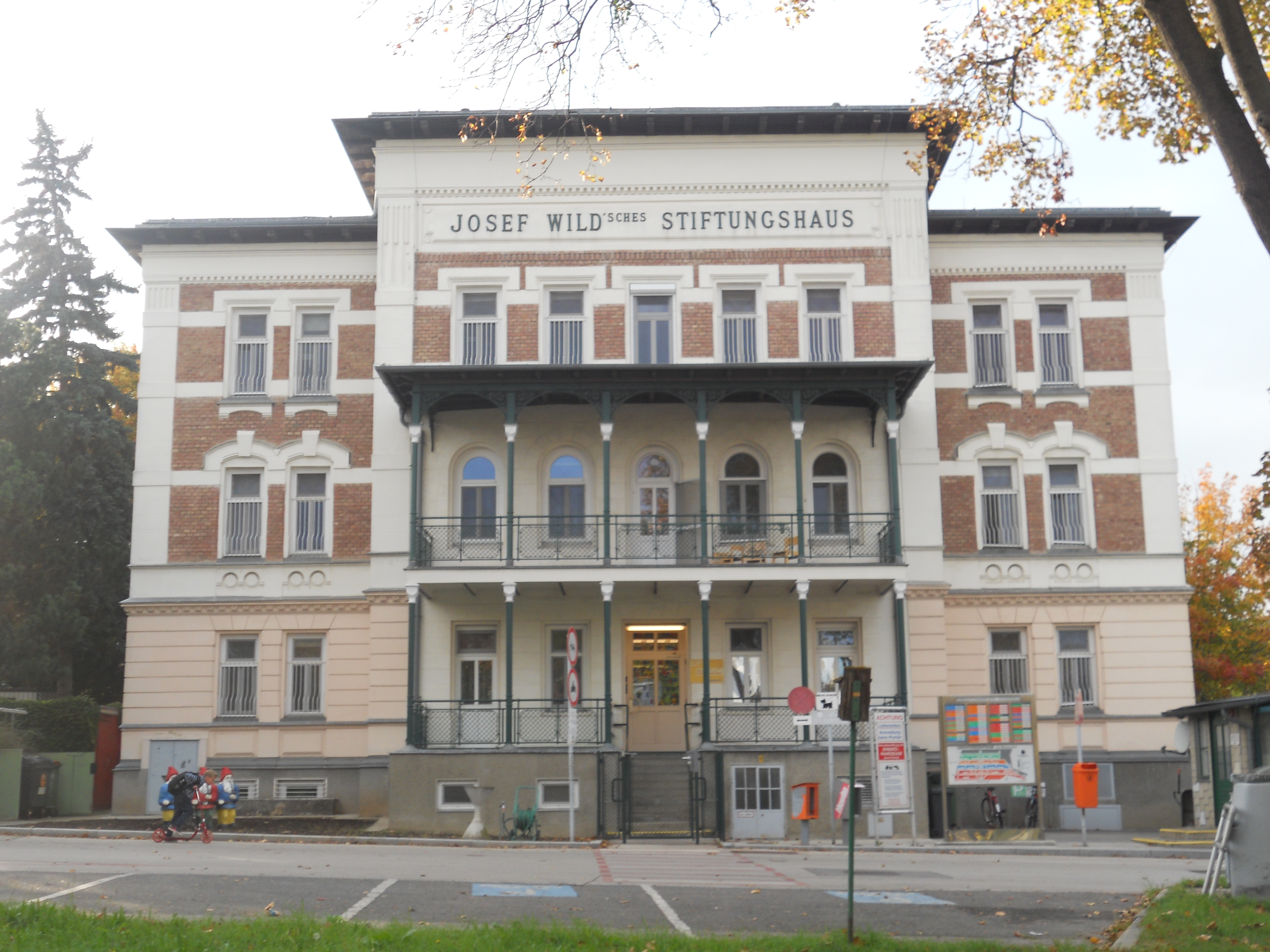
Das Josef Wild'sche Stiftungshaus (Pavillon XX)

Das Geriatriezentrum Am Wienerwald (GZW), bis 1994 Versorgungsheim Lainz, war eine 1904 eröffnete geriatrische Einrichtung im 13. Wiener Gemeindebezirk Hietzing (Jagdschloßgasse 59). Es wurde bis zur Schließung 2015 vom Wiener Krankenanstaltenverbund geführt.

## Architektur und Errichtung
Der ausgedehnte Pavillonkomplex mit monumentaler Kirche (Höhe der Zwillingstürme 54 m) wurde vom Wiener Stadtbauamt von Rudolf Helmreich und Johann Nepomuk Scheiringer geplant und in nur zweijähriger Bautätigkeit errichtet und bildet mit seiner in Wien seltenen historistischen Backsteinarchitektur ein wahrzeichenhaftes Ensemble im Westen Wiens. Am 15. Juni 1904 wurde das Versorgungsheim Lainz eingeweiht.
Beim Vollausbau 1913 gab es hier in 29 Pavillons 4498 Heimplätze, zumeist in Schlafsälen mit je 30 Betten. 1922 wurde der Komplex erstmals grundlegend modernisiert, es fand eine Trennung von Gesundenheim und Krankenheim statt. Außerdem wurde eine Krankenpflegeschule angegliedert.
Die Schlafsäle blieben bis weit nach dem Zweiten Weltkrieg erhalten und wurden erst in den letzten Jahrzehnten auf Mehrbettzimmer umgebaut. Damit wurden im Geriatriezentrum die Betten von über 4000 auf 1600 reduziert, weitere Modernisierungen bis zum Jahr 2008 senkten die Bettenanzahl auf unter 700.

## In der Zeit des Nationalsozialismus
Während des Zweiten Weltkrieges wurde die Anlage als Lazarett genutzt. Zuvor wurden viele hier betreute Betagte Opfer der NS-Krankenmorde.
In den Vorbereitungen zur Aktion T4 wurden 346 Pfleglinge des Versorgungsheimes an die Zentraldienststelle T4 in Berlin gemeldet. Wie viele tatsächlich abtransportiert worden sind, ist ungewiss. Die Pfleglinge wurden wahrscheinlich zunächst auf den Steinhof verlegt, von wo sie anschließend in die Tötungsanstalt Hartheim überstellt und dort ermordet wurden.

## Schließung und Nachnutzung
Nach dem Geriatriekonzept 2004 der Gemeinde Wien sollte nun von geriatrischen Großeinrichtungen überhaupt abgegangen werden. Damit wurde auch die von der Wiener Tagespresse im Februar 2007 gemeldete stufenweise Schließung des GZW bis 2015 und der Verkauf des Objekts an Investoren anvisiert. An seiner Stelle sollte ein „neuer Stadtteil“ entstehen. So wie im ähnlich gelagerten Fall der Verkaufspläne am Steinhof gab es aber gegenüber diesem Vorhaben auch deutliche Kritik seitens der Oppositionsparteien Grüne und ÖVP, sowie aus der Bevölkerung, etwa in einer vom Hietzinger Bezirksvorsteher einberufenen Bürgerversammlung vom 11. April 2007 und seitens denkmalschützerisch engagierter Kreise. Das Ende Oktober 2009 vorgestellte Projekt Parkstadt Hietzing sollte diesen kritischen Bedenken Rechnung tragen.
Nach der Schließung wurden von Oktober 2015 bis Ende März 2019 manche Gebäude des Komplexes zur Unterbringung von Asylwerbern genutzt.
Am 2. März 2020 wurde von der Stadt Wien im ehemaligen Geriatriezentrum ein Betreuungszentrum mit 58 Betreuungsplätzen für Touristen eröffnet, die sich mit dem Coronavirus infiziert haben. Bei dem Betreuungszentrum handelte es sich um kein Krankenhaus, sondern lediglich um eine Betreuungsunterkunft, in der nur positiv getestete Fälle unterkamen, die nur schwache bis gar keine Symptome hatten.

## Feldbahn
- Versorgungsheimbahn Lainz: Das Geriatriezentrum besaß die älteste betrieblich genutzte Feldbahn Österreichs. Eine Feldbahn mit einer Spurweite von 500 mm ist selten.

## Ausstellungen
- 2005: In der Versorgung – vom Versorgungshaus Lainz zum Geriatriezentrum Am Wienerwald[10]